# شراء جماعي
الشراء الجماعي أو الطلب المجمع،  يختلف عن طرق تحديد السعر للأخرى. في الطرق الأخرى يلتزم المشترون بالسعر الذي يحددونه ويقرر البائعون قبوله أو رفضه.  في الشراء الجماعي يقبل المشترون حداً أقصى للسعر ينخفض كلما زاد عدد المشترين الذين يرغبون في شراء المنتج. وهو نوع من أنواع التعاون الإلكتروني، حيث يتجمع المشترون معا للتفاوض على سعر أفضل مع البائع. ومن أمثلة طريقة الشراء الجماعي:
1. Accompany
2. mercate    ويجب أن تفكر جديا في هذه الطرق المختلفة عند خلق الوضع المميز للبيع.

## الوضع المميز للبيع
عند خلق الوضع المميز للبيع يجب أن تضع في اعتبارك ما يبحث عنه العميل عندما يقوم بالشراء ألا وهو الفائدة التي ستعود عليه من المنتج. وإذا قمت بصياغة الوضع المميز للبيع وفقا لهذا الشرط فإنك تكون قد قطعت شوطا طويلا على طريق النجاح.
كما يحب أن يكون الوضع المميز للبيع محددا وقابل للقياس ويمثل مصلحة العميل بالمشاريع الصغيرة.

## خلق الوضع المميز للبيع
بالإجابة عن الأسئلة التالية إجابة بسيطة بقدر الإمكان يمكن معرفة ما يلزم:
- ما هو الشيء الخاص جدا في أعمالي؟
- ما الذي يدفع أحد الأشخاص للشراء منى بدلا من منافسي؟
- ما الذي يمكن أن أوفره للمستهلك ولا يستطيع أحد آخر أن يوفره؟ ما هي الفائدة التي يمكن أن أمنحها للعميل؟

أجعل إجاباتك، محددة وقابلة للقياس مع توضيح النفع للمشتري. والجزء الصعب هنا هو أن تصوغ إجاباتك عن كل سؤال في جملة واحدة وصياغتها في شكل يفهمه الجميع. قبل أن تتمكن من بناء أعمالك على الشبكة، يجب أن يكون لديك فهم واضح لما يعنيه الوضع المميز للبيع وكيف يمكنك خلقه من خلال أعمال على الشبكة للمشاريع الصغيرة.
ويما يلي بعض الأوجه الإضافية التي يجب أن تضعها في الاعتبار عند خلق وضع متميز للبيع.
تحديد السعر: إذا كنت ستنافس من خلال السعر، فلا تذكر فقط أنك الأقل سعرا، وإنما اذكر السبب. فمثلا يمكنك أن تبيع بمثل هذا السعر المنخفض بسبب قدرتك على البحث عن فائض المصانع المباع بسعر منخفض اظهر هذا التفرد في الوضع المميز للبيع.
الترويج: ابحث عن الاحتمالات الترويجية للمنتج أو الخدمة التي تقدمها. هل يمكنك أن تربط المنتج أو الخدمة بأحد الفصول أو الإجازات حيث يمكن أن تستفيد من الأنشطة الترويجية الموجودة بالفعل في هذا الوقت من العام. أو ربما هناك بعض الأشياء الأخرى المرتبطة بالزمن مثل ميلاد أو الذكر السنوية.
والأساس هنا هو ربط المنتج أو الخدمة بأنشطة أو أحداث في الحياة يروج لها الأخرين.
علاوة على ذلك، تذكر أن وضع البيع المميز لا يختص بك أو بأعمالك وإنما بالعميل. خاطب رغبات العملاء تلك التي جددتها.